# Elli Winkler
Elli Winkler war eine deutsche Rennrodlerin.

## Sportliche Laufbahn
Im Jahr 1929 gewann Winkler gemeinsam mit Margarethe Pfaue die Deutsche Meisterschaft in Krummhübel, heute Karpacz in Polen.
Winkler konnte die Deutsche Meisterschaft im Rennrodeln in den Jahren 1929 in Oybin, 1930 in Bad Harzburg, 1931 in Triberg im Schwarzwald sowie erneut 1931 in Wiesbaden an der Hohen Wurzel für sich entscheiden.
Bei der DDR-Meisterschaft der Frauen im Rennrodeln konnte sie 1951 in Oberhof die Meisterschaft im Einzel sowie die Vize-Meisterschaft im Doppelsitzer mit Ingeborg Skerra erreichen, zudem gewann sie für Chemie Piesteritz in der Kategorie Mixed zusammen mit Walter Feist. Ein Jahr später konnte sie den zweiten Platz im Frauen-Doppelsitzer in gleicher Besetzung erneut erringen.